# Plexaurella porosa
Plexaurella porosa är en korallart som beskrevs av Gordon 1925. Plexaurella porosa ingår i släktet Plexaurella och familjen Plexauridae. Inga underarter finns listade i Catalogue of Life.